# 후궁의 까마귀
《후궁의 까마귀》(後宮の烏 고큐노 가라스[*])는 시라카와 코우코가 지은 라이트 노벨 작품이다. 삽화가는 아유코이다. 《슈에이샤 오렌지 문고》(슈에이샤)에서 2018년 4월 20일부터 2022년 4월 21일까지 전 7권으로 나왔다. 대한민국에서는 서울문화사에서 나오고 있다. 텔레비전 애니메이션은 반다이 남코 픽처스에서 만들어 TOKYO MX 등에서 2022년 10월부터 12월까지 방영되었다.
중국풍의 세계관을 무대로 후궁 깊숙이 사는 오비로 불리는 특별한 비와 소문을 믿고 그를 찾아간 황제를 중심으로 그리는 판타지 소설이다. 2022년 8월 현재 시리즈 누적 발행부수는 120만 부를 돌파했으며, 슈에이샤 오렌지문고 판타지 인기의 선봉을 잡은 작품으로 자리매김했다.

## 내레이션 및 주요 인물
- 내레이션(성우: 이노우에 키쿠코)
- 류수설(柳壽雪)(성우: 미즈노 사쿠)
- 하고준(夏高峻)(성우: 미즈나카 마사아키, 코이치 마코토(어린 시절))
- 위청(衛青)(성우: 야시로 타쿠)
- 구구(九九)(성우: 코우노 마리카)
- 온형(溫螢)(성우: 시마자키 노부나가)
- 담해(淡海)(성우: 오카모토 노부히코)
- 의사합(衣斯哈)(성우: 히라타 마나)
- 운 화낭(雲花娘)(성우: 우에다 레이나)
- 사비(謝妃)(성우: 카와스미 아야코)
- 황태후(성우: 카츠키 마사코)

## 서지 정보
- 시라카와 코우코(저) / 아유코(일러스트) 《후궁의 까마귀》 슈에이샤 〈슈에이샤 오렌지 문고〉, 전 7권
  1. 2018년 4월 25일 제1쇄 발행(4월 20일 발매[1]), ISBN 978-4-08-680188-1
  2. 2018년 12월 23일 제1쇄 발행(12월 18일 발매[2]), ISBN 978-4-08-680225-3
  3. 2019년 8월 26일 제1쇄 발행(8월 21일 발매[3]), ISBN 978-4-08-680267-3
  4. 2020년 4월 22일 제1쇄 발행(4월 17일 발매[4]), ISBN 978-4-08-680314-4
  5. 2020년 12월 23일 제1쇄 발행(12월 18일 발매[5]), ISBN 978-4-08-680353-3
  6. 2021년 8월 25일 제1쇄 발행(8월 20일 발매[6]), ISBN 978-4-08-680400-4
  7. 2022년 4월 26일 제1쇄 발행(4월 21일 발매[7]), ISBN 978-4-08-680441-7

## TV 애니메이션
2021년 12월에 애니메이션화가 발표되어, 2022년 10월부터 12월까지 TOKYO MX 등에서 방송되었다.

### 스태프
- 원작 - 시라카와 코우코
- 감독·컨셉 디자인 - 미야와키 치즈루
- 시리즈 구성 - 오오시마 사토미
- 캐릭터 원안 - 아유코
- 캐릭터 디자인·총작화 감독 - 타케우치 신지
- 소품 설정 - 나카무라 유미
- 미술 설정 - 코노 지로
- 미술 감독 - 나카무라 노리후미
- 색채 설계 - 우타가와 리츠코
- 촬영 감독 - 와타나베 아리마사
- 편집 - 시라이시 아카네
- 음향 감독 - 아케타가와 진
- 음악 - 타치바나 아사미
- 음악 제작 - 애니플렉스
- 치프 프로듀서 - 우류 쿄코, 코다마 케이타, 히구치 히로미츠
- 프로듀서 - 이노우에 메구미, 사이토 소이치로, 마에카와 타카시
- 애니메이션 제작 - 반다이 남코 픽처스
- 제작 - 후궁의 까마귀 제작위원회(애니플렉스, 슈에이샤, 반다이 남코 픽처스, 무빅, 토한, 마루이 그룹, BS11, 간사이 텔레비전 방송)

### 주제가
MYSTERIOUS
여왕벌에 의한 오프닝 테마. / 작사·작곡 - 바라조노 아부 / 편곡 - 여왕벌, 츠카다 코지
여름눈(夏の雪)
krage에 의한 엔딩 테마. / 작사 - 이와이 이쿠토, krage / 작곡·편곡 - 이와이 이쿠토

### 방영 목록
| 회차         | 방송 일자        | 제목                 |
| ------------ | ---------------- | -------------------- |
| 1화          | 2022년 10월 1일  | 비취 귀고리 (전편)   |
| 2화          | 2022년 10월 8일  | 비취 귀고리 (후편)   |
| 3화          | 2022년 10월 15일 | 꽃피리               |
| 4화          | 2022년 10월 22일 | 종달새 공주          |
| 5화          | 2022년 10월 29일 | 심복                 |
| 6화          | 2022년 11월 5일  | 여름의 왕, 겨울의 방 |
| 7화          | 2022년 11월 12일 | 수정에 기도하다      |
| 8화          | 2022년 11월 19일 | 푸른 제비            |
| 9화          | 2022년 11월 26일 | 물의 목소리          |
| 10화         | 2022년 12월 3일  | 가면 너머의 남자     |
| 11화         | 2022년 12월 10일 | 포석                 |
| 12화         | 2022년 12월 17일 | 오누이               |
| 마지막화(13) | 2022년 12월 24일 | 상부향               |